# Hydrelia gracilipennis
Hydrelia gracilipennis là một loài bướm đêm trong họ Geometridae.